# Gerhard Krahmer
Gerhard Franz Hermann Krahmer (* 4. Dezember 1890 in Stettin; † 19. September 1931 in Berlin-Charlottenburg) war ein deutscher klassischer Archäologe.

## Leben
Gerhard Krahmer, Sohn des späteren Kammergerichtsrats Richard Krahmer (1857–1936) und der Gertrud Marianne Lenz (1864–1920), besuchte das Luisengymnasium in Berlin und studierte ab 1911 Klassische Philologie und Archäologie an der Universität Halle. Während des Ersten Weltkriegs unterbrach er sein Studium und wurde an der Front schwer verwundet. Als eine Spätfolge seiner Verwundung musste ihm ein Bein amputiert werden. 1920 wurde er bei Carl Robert promoviert. Seine Dissertation De tabula mundi ab Joanne Gazaeo descripta stand noch ganz unter dem Einfluss seines Lehrers und war gleichermaßen philologisch und archäologisch angelegt. In den folgenden Jahren entwickelte sich Krahmer jedoch zu einem eigenständigen Interpreten der hellenistischen Kunst. Dazu beeinflusste ihn vor allem sein Griechenlandaufenthalt (1922) als Reisestipendiat des Deutschen Archäologischen Instituts (DAI).
Seine Habilitation erreichte Krahmer 1925 in Göttingen bei Hermann Thiersch. Die Habilitationsschrift über die Stilphasen der hellenistischen Plastik bezeichnete Klaus Fittschen 1989 als „geradezu ein Musterbeispiel für [die] neue Forschungsrichtung“, nach der die Archäologie nicht mehr als philologische oder historische Disziplin, sondern als Kunstwissenschaft betrachtet wurde. Das von Ludwig Curtius in seinem Nachruf gezeichnete Bild, wonach Krahmer sich in seinen Arbeiten erst sukzessive an Denkmodelle und Terminologie der Wiener Schule angenähert habe, ist nachweislich falsch. Stattdessen zeigte er sich bereits in seiner Habilitation maßgeblich von Arbeiten der Wiener Schule beeinflusst. So übernahm Krahmer die von Alois Riegl geprägte Vorstellung eines epochenspezifischen „Formwollens“ (Krahmer 1923/24, 261 f.) sowie insbesondere das von Heinrich Wölfflin geprägte Gegensatzpaar der geschlossenen und der offenen Form, das er seiner Chronologie der hellenistischen Skulptur zugrunde legte.
Nach der Habilitation hielt Krahmer in Göttingen als Privatdozent archäologische Vorlesungen ab. Eine schwere Lungenkrankheit zwang ihn im Sommer 1927 zu einer Kur in Ägypten. Im Mai 1929 ging er erneut zur Kur, diesmal nach Griechenland, wo er sich zwei Jahre lang seiner Forschungsarbeit widmete. Am 19. September 1931 starb Krahmer in Berlin an den Folgen einer Nierenoperation.

## Schriften
- Gerhard Krahmer, De tabula mundi ab Joanne Gazaeo descripta (Berlin 1920)
- Gerhard Krahmer, Stilphasen der hellenistischen Plastik. In: Mitteilungen des Deutschen Archäologischen Instituts, Römische Abteilung, 38–39.1923–24, S. 138–185.
- Gerhard Krahmer, Nachahmung des V. Jahrhunderts in Pergamenischen Statuen, in: Mitteilungen des Deutschen Archäologischen Instituts, Römische Abteilung, 40, 1925, S. 67–106.
- Gerhard Krahmer, Die Einansichtige Gruppe und die Späthellenistische Kunst. In: Nachrichten von der Königlichen Gesellschaft der Wissenschaften zu Göttingen. Philologisch-historische Klasse. Nr. 1 (1927). (Göttingen 1927) S. 217–255.
- Gerhard Krahmer, Die Statuette eines Mädchens in Budapest. In: Archaeologiai értesítő. Új Folyam, 41 (1927). (Budapest 1927) S. 252–269.
- Gerhard Krahmer, Rezension zu: Ernst Langlotz, Frühgriechische Bildhauerschulen (1927) Göttingische Gelehrte Anzeigen 5, 1928, S. 239–246.
- Gerhard Krahmer, Figur und Raum in der aegyptischen und griechisch-archaischen Kunst. 28. Hallesches Winckelmann-Programm 1931 (Halle/Saale 1931)
- Gerhard Krahmer, Hellenistische Köpfe. In: Nachrichten von der Gesellschaft der Wissenschaften zu Göttingen. Philologisch-Historische Klasse. 1. Altertumswissenschaft. Neue Folge 1.10 (1936). (Göttingen 1936).